# Francis Hovell-Thurlow-Cumming-Bruce, 8. Baron Thurlow
Francis Edward Hovell-Thurlow-Cumming-Bruce, 8. Baron Thurlow KCMG (* 9. März 1912; † 24. März 2013), während seiner Zeit im Staatsdienst bekannt als Francis Cumming-Bruce, war ein britischer Adliger und Diplomat. Er war britischer Hochkommissar in Neuseeland (1959–1963) und Nigeria (1963–1966) sowie  Gouverneur auf den Bahamas (1968–1972).

## Leben

### Frühe Jahre
Er war der Zweitgeborene von vier Söhnen von Charles Hovell-Thurlow-Cumming-Bruce, 6. Baron Thurlow, einem Geistlichen der Anglikanischen Kirche, und seiner Gattin Grace Catherine geb. Trotter. Der Vater war eine Zeit lang in der Missionsarbeit im Ausland tätig und wurde dann Pfarrer von Sedgefield in der Grafschaft Durham. Francis’ eineiiger Zwilling Roualeyn kam zehn Minuten nach ihm zur Welt. Der Bruder fungierte später als Lord Justice of Appeal und die beiden hatten ein enges Verhältnis bis zu Roualeyns Tod im Jahr 2000.
Die Zwillinge besuchten die Shrewsbury School, wo sie nacheinander als Schülersprecher wirkten. Danach studierten beide an der University of Cambridge – Francis am Trinity College und Roualeyn am Magdalene College. Zu ihren Professoren zählte der Wirtschaftswissenschaftler John Maynard Keynes. Während ihrer Zeit in Cambridge schlossen sich die Brüder der Kommunistischen Partei Großbritanniens (CPGB) an. Jedoch kamen sie bereits nach kurzer Zeit zu dem Schluss, dass der Kommunismus mit ihrem christlichen Glauben nicht in Einklang zu bringen sei, und traten wieder aus der Partei aus.

### Wirken als Diplomat
Nach Abschluss des Studiums bestand Francis die Aufnahmeprüfung für den Öffentlichen Dienst. Im Jahr 1939 war er kurze Zeit stellvertretender Kabinettschef von Thomas Inskip, dem Minister für die Dominions im Kabinett von Premierminister Neville Chamberlain. Während des Zweiten Weltkriegs bekleidete er diplomatische Posten in Ländern, die nicht direkt vom Kriegsgeschehen betroffen waren. Er gehörte fünf Jahre lang dem Stab des britischen Hochkommissars in Neuseeland an. Von 1944 bis 1946 wirkte er in Ottawa im Stab des Hochkommissars in Kanada, Malcolm MacDonald.
Nach seiner Rückkehr nach Europa nahm er 1946 an einer Reihe wichtiger internationaler Konferenzen teil: dem Treffen der Premierminister des Commonwealth, der Pariser Friedenskonferenz und der ersten Generalversammlung der Vereinten Nationen, die  in London zusammentrat. Cumming-Bruce war Kabinettschef des britischen Außenministers Ernest Bevin und anschließend ein Jahr lang stellvertretender Minister für Angelegenheiten des Commonwealth.
Danach übernahm er wieder diplomatische Posten im Ausland und diente in Delhi und Accra. Im Jahr 1955 wurde Cumming-Bruce für den Posten des Kabinettschefs des neu ernannten Premierministers Anthony Eden in Betracht gezogen, aber seine frühere Mitgliedschaft in der CPGB stand der Berufung im Wege. Im Jahr 1957 wurde er zum stellvertretenden Hochkommissar in Ghana und ein Jahr später auf den gleichen Posten in Kanada ernannt. Von 1959 bis 1963 war er  Hochkommissar in Neuseeland und entwickelte in dieser Zeit eine tiefe Zuneigung zu dem Land. 1959 wurde er zum Companion und 1961 zum Knight Commander des Order of St. Michael and St. George ernannt.
Von 1964 bis 1966 war er Hochkommissar in Nigeria. Es handelte sich um seine bis dahin schwierigste diplomatische Mission, fiel in diese Zeit doch die Ermordung des nigerianischen Ministerpräsidenten Abubakar Tafawa Balewa und der Ausbruch eines Bürgerkrieges in dem westafrikanischen Staat. 1966 kehrte er nach London zurück, wo er zwei Jahre blieb. Ab 1968 amtierte Cumming-Bruce als letzter königlicher Gouverneur und Commander-in-Chief auf den Bahamas, eine vornehmlich zeremonielle Stellung. Von 1969 an hatte er dort den Titel eines Commonwealth-Gouverneurs, obwohl die Bahamas erst 1973 unabhängig und anschließend Mitglied des Commonwealth wurden. Er blieb bis 1972 auf dem Inselstaat stationiert; es war sein letzter diplomatischer Posten.

### Späteres Leben, Privates und Tod
Seit dem Tod seines älteren Bruders Henry im Jahr 1971 war Francis der 8. Baron Thurlow. Er ließ sich im an der Themse gelegenen Mapledurham in Oxfordshire nieder. Seine Stellung als Mitglied des House of Lords nahm er sehr ernst. Als politisch ungebundener Crossbencher nahm er regen Anteil an den Beratungen des Oberhauses, wobei seine Hauptinteressen im Bereich der Außenpolitik und der Gesetzgebung für psychisch Kranke lagen. Als im Jahr 1999 mit dem von der Regierung von Premierminister Tony Blair initiierten House of Lords Act 1999 das Recht auf erbliche Sitze in der Parlamentskammer abgeschafft wurde, verzichtete der damals fast 90-jährige Baron Thurlow darauf, von den Crossbenchers für einen der neuen wählbaren Sitze von Adligen in Betracht gezogen zu werden, und schied aus dem Oberhaus aus.
Er hatte ein weitgefächertes Interesse an den Künsten sowie an der Kultur der Länder, mit denen er im diplomatischen Dienst in Berührung kam. Im hohen Alter wurde Baron Thurlow ein Anhänger der aus China stammenden spirituellen Bewegung Falun Gong.
Seit 1949 war Cumming-Bruce mit Yvonne Dianna geb. Wilson verheiratet. Die beiden hatten zwei gemeinsame Söhne und Töchter. Der jüngere Sohn Peter starb im Jahr 1985. Nach dem Tod seiner Gattin im Jahr 1990 lebte Baron Thurlow abwechselnd in einer Wohnung in London und in einem Landhaus in North Devon.
Francis Edward Hovell-Thurlow-Cumming-Bruce, 8. Baron Thurlow starb am 24. März 2013 im Alter von 101 Jahren. Sein 1952 Sohn geborener Sohn Roualeyn wurde durch seinen Tod zum 9. Baron Thurlow.